# DSA-540
La DSA-540 es una carretera perteneciente a la Red Primaria de la Diputación Provincial de Salamanca que une las localidades de Villarmayor y Ledesma.

## Recorrido
La carretera DSA-540 tiene su origen en Villarmayor, en la intersección con las carreteras CL-517 y DSA-413 y termina en la intersección con la carretera SA-305 en Ledesma, formando parte de la Red de carreteras de Salamanca.
| Villarmayor (Intersección con /) - Ledesma (Intersección con ) | Villarmayor (Intersección con /) - Ledesma (Intersección con ) | Villarmayor (Intersección con /) - Ledesma (Intersección con ) | Villarmayor (Intersección con /) - Ledesma (Intersección con ) | Villarmayor (Intersección con /) - Ledesma (Intersección con ) | Villarmayor (Intersección con /) - Ledesma (Intersección con ) | Villarmayor (Intersección con /) - Ledesma (Intersección con ) | Villarmayor (Intersección con /) - Ledesma (Intersección con ) | Villarmayor (Intersección con /) - Ledesma (Intersección con ) | Villarmayor (Intersección con /) - Ledesma (Intersección con ) | Villarmayor (Intersección con /) - Ledesma (Intersección con ) |
| Esquema                                                        | PK                                                             | Sentido Ledesma                                                | Sentido Ledesma                                                | Sentido Ledesma                                                | Sentido Ledesma                                                | Sentido Villarmayor                                            | Sentido Villarmayor                                            | Sentido Villarmayor                                            | Sentido Villarmayor                                            | Incidencias                                                    |
| Esquema                                                        | PK                                                             | Velocidad                                                      | Elemento                                                       | Salida                                                         | Salida                                                         | Salida                                                         | Salida                                                         | Elemento                                                       | Velocidad                                                      | Incidencias                                                    |
| Esquema                                                        | PK                                                             | Velocidad                                                      | Elemento                                                       | Dir.                                                           | Nombre                                                         | Nombre                                                         | Dir.                                                           | Elemento                                                       | Velocidad                                                      | Incidencias                                                    |
| -------------------------------------------------------------- | -------------------------------------------------------------- | -------------------------------------------------------------- | -------------------------------------------------------------- | -------------------------------------------------------------- | -------------------------------------------------------------- | -------------------------------------------------------------- | -------------------------------------------------------------- | -------------------------------------------------------------- | -------------------------------------------------------------- | -------------------------------------------------------------- |
|                                                                | 0,0                                                            |                                                                |                                                                | Zafrón Vitigudino                                              | Zafrón Vitigudino                                              | Zafrón Vitigudino                                              |                                                                |                                                                |                                                                |                                                                |
| La Mata de Ledesma Robliza de Cojos                            | 0,0                                                            |                                                                |                                                                |                                                                |                                                                |                                                                |                                                                |                                                                |                                                                |                                                                |
| Golpejas Salamanca                                             | 0,0                                                            |                                                                |                                                                |                                                                |                                                                |                                                                |                                                                |                                                                |                                                                |                                                                |
|                                                                | 0,1                                                            |                                                                |                                                                | VILLARMAYOR                                                    | VILLARMAYOR                                                    | VILLARMAYOR                                                    | VILLARMAYOR                                                    |                                                                |                                                                |                                                                |
|                                                                | 8,3                                                            |                                                                |                                                                | LEDESMA                                                        | LEDESMA                                                        | LEDESMA                                                        | LEDESMA                                                        |                                                                |                                                                |                                                                |
|                                                                | 8,720                                                          |                                                                |                                                                |                                                                | Peñausende Salamanca Trabanca Almeida de Sayago                | Peñausende Salamanca Trabanca Almeida de Sayago                | Peñausende Salamanca Trabanca Almeida de Sayago                |                                                                |                                                                |                                                                |
|                                                                | 8,720                                                          | La Fuente de San Esteban                                       |                                                                |                                                                |                                                                |                                                                |                                                                |                                                                |                                                                |                                                                |